# 大下一真
大下 一真（おおした いっしん、1948年7月2日 -  ）は、日本の歌人、臨済宗円覚寺派の僧侶。瑞泉寺住職。

## 経歴
静岡県生まれ。駒澤大学仏教学部卒業。1981年まで、円覚寺専門道場にて修行。1985年、瑞泉寺住職。
1971年、高校在学中に歌誌「まひる野」に入会。1982年より同誌編集委員、2015年より編集発行人。角川「短歌」選者。
親交のあった山崎方代の没後、1988年、研究誌「方代研究」の創刊にかかわり、以来、編集を担当。

## 受賞歴
- 2005年、歌集『足下』にて第32回日本歌人クラブ賞
- 2009年、歌集『即今』にて第14回寺山修司短歌賞
- 2011年、歌集『月食』にて第16回若山牧水賞
- 2022年、歌集『漆桶』で第56回迢空賞

## 著書・編書

### 歌集
- 『存在』　不識書院、1988年 （のちに、現代短歌社第一歌集文庫。2018年。）
- 『掃葉』　不識書院、1996年
- 『足下』　不識書院、2004年
- 『即今』　角川書店〈角川短歌叢書〉、2008年
- 『月食』　砂子屋書房、2011年
- 『草鞋』　短歌研究社、2013年
- 『漆桶』　現代短歌社、2021年

### 評論・エッセイ
- 『山崎方代のうた』　短歌新聞社、2003年
- 『方代さんの歌をたずねて-芦川・右左口編』（共著、湯川晃敏写真）　光村印刷、2007年
- 『方代さんの歌をたずねて-甲州篇』（共著、湯川晃敏写真）　光村印刷、2008年
- 『方代さんの歌をたずねて-放浪篇』（共著、湯川晃敏写真）　光村印刷、2010年
- 『鎌倉山中小庵日記 - ちょっと徳する和尚の話』　角川文化振興財団、2016年
- 『花和尚独語』　冬花社、2020年

### 編集
- 原田耕作 『瑞泉寺 豊道和尚絵詞』　青娥書房、1998年